# تجمع الخون (تريم)

تعديل مصدري - تعديل

تجمع الخون هو "تجمع بدوي" في عزلة تريم بمديرية تريم التابعة لمحافظة حضرموت، بلغ تعداد سكانها 73 نسمة حسب تعداد اليمن لعام 2004.